# Anthreptes reichenowi
Anthreptes reichenowi е вид птица от семейство Nectariniidae. Видът е почти застрашен от изчезване.

## Разпространение
Видът е разпространен в Кения, Мозамбик, Танзания и Зимбабве.